# Тагай бий
Тагай-бий — родоначальник правого крыла кыргызских племён.  
Согласно санжыре, у Долон-бия был сын Ак уул, от которого происходят Адигине, Тагай, Муңгуш и сестра Наалы.
По сведениям Б. Солтоноева, Тагай-бий родился приблизительно в 1460–1470-х годах в местности Ийрисуу-Былпылдак близ Коканда и Маргилана; по другой версии — в Оше, в районе Сарыбел.
Деятельность Тагай-бия соотносят с исторической ролью Мухаммеда Кыргыза, лидера кыргызов Моголистана в XVI веке. По преданиям, в зрелом возрасте Тагай несколько лет находился при дворе Эреше-хана, а затем вернулся к своему народу.
В труде Мухаммеда Хайдара Дулати «Тарих-и Рашиди» упоминается, что Мухаммед Кыргыз потерпел поражение в сражении с Султан Саидом на южном берегу Иссык-Куля, в долине Барскоона, и был взят в плен, отправленный в Кашгар. В 1522 году он был освобождён, но уже в 1524 году вновь захвачен и оставался пленником до 1533 года, вплоть до смерти Султан Саида.
Б. Солтоноев, опираясь на эти сведения, предположил, что Мухаммад Кыргыз и Тагай-бий могли быть одним лицом.
В санжыре отмечается, что Тагай-бий управлял народом: когда его братья достигли зрелости, сестра Наалы разделила наследие — скот отдала Адигинеге, власть Тагай-бию, а хозяйственные дела Муңгушу.
По другой легенде, Адигине и Тагай устроили «энчи бөлүү» — делёж по обычаю: имущество, земли и подвластный народ были поделены поровну. В качестве границы был установлен Карадарья: западную часть получил Адигине, восточную — Тагай-бий.
Согласно Солтоноеву, Тагай-бий умер примерно в 1535–1540 годах, его могила находится к востоку от местности Үч Турпан.
Имя Тагай-бия связывается с происхождением племён правого крыла кыргызов — бугу, сарыбагыш, солто, багыш, саяк, чекир саяк, азык. В XVII–XVIII веках кыргызы правого и левого крыла, занимавшие земли от Таласа до Иссык-Куля и Нарына, образовывали политическую конфедерацию, известную как «Тагай».